# جافين راي
جافين راي (بالإنجليزية: Gavin Rae)‏ (28 نوفمبر 1977 بأبردين في المملكة المتحدة - ) هو لاعب كرة قدم بريطاني في مركز الوسط. شارك مع منتخب اسكتلندا تحت 21 سنة لكرة القدم ومنتخب اسكتلندا لكرة القدم. أما مع النوادي، فقد لعب مع كارديف سيتي ونادي أبردين ونادي رينجرز وهاكواه سيدني سيتي إيست ‏ ونادي دندي.

## مسيرته الكروية
لعب جافين راي خلال مسيرته الاحترافية مع 4 أندية في واحد وعشرون موسمًا وسجل خلالها 40 هدف ضمن 466 مباراة. ولم يفز بأي موسم بالكأس وفاز في موسم واحد بالدوري.
خاض جافين راي مسيرته مع نادي دندي في موسم 1995–96 في المرة الأولى ليلعب معه عشرة مواسم ثم في موسم 2013–14 لمدة موسم واحد، مشاركًا طوالها في 261 مباراة سجل خلالها 27 هدفًا. ثم انتقل إلى نادي رينجرز في موسم 2003–04 ليلعب معه أربعة مواسم، حيث شارك في 28 مباراة سجل خلالها 3 أهداف. لينتقل بعدها إلى نادي كارديف سيتي في موسم 2007–08 ليلعب معه أربعة مواسم، مشاركًا في 130 مباراة سجل خلالها 7 أهداف. ثم انتقل إلى نادي أبردين في موسم 2011–12 ولمدة موسمين، مشاركًا في 47 مباراة سجل خلالها 3 أهداف.

## وصلات خارجية
- جافين راي على موقع الاتحاد الإسكتلندي (الإنجليزية)
- جافين راي على موقع قاعدة بيانات كرة القدم.إي يو (الإنجليزية)
- جافين راي على موقع ناشيونال فوتبول تيمز (الإنجليزية)
- جافين راي على موقع Soccerbase.com (لاعب) (الإنجليزية)